# 安氏擬棘茄魚
安氏擬棘茄魚，為輻鰭魚綱鮟鱇目棘茄魚亞目棘茄魚科的其中一種，分布於西印度洋瑪斯科林島海域，屬底棲性魚類，棲息深度3800-4000公尺，體長可達4.6公分，棲息在沙泥底質水域，生活習性不明。

## 扩展阅读
維基物種上的相關：安氏擬棘茄魚